# Bibliotheca Alexandrina
Bibliotheca Alexandrina (Aleksandrijska knjižnica; arabsko مكتبة الإسكندرية Maktabat al-Iskandarīyah, egiptovska arabščina [mækˈtæb (e) t eskendeˈɾejj]) je velika knjižnica in kulturni center, ki stoji na obali Sredozemskega morja v Egiptu v mestu Aleksandrija. To je hkrati spomin na Aleksandrijsko knjižnico, ki je bila izgubljena v antiki in poskus ponovne oživitve nekega sijaja, ki ga je predstavljal ta zgodnejši študijski center in razgledanost.

## Zgodovina
Zamisel o oživljanju stare knjižnice sega v leto 1974, ko je odbor, ki ga je ustanovila univerza v Aleksandriji, izbral zemljišče za svojo novo knjižnico, med kampusom in obalo, blizu mesta, kjer je nekoč stala antična knjižnica. Idejo o oživitvi starodavne knjižnice so sprejeli drugi posamezniki in agencije. Eden od vodilnih podpornikov projekta je bil nekdanji egiptovski predsednik Hosni Mubarak; UNESCO je prav tako hitro sprejel koncept obogatitve sredozemske regije s centrom kulturne in znanstvene odličnosti. Leta 1988 je UNESCO organiziral natečaj za arhitekturno oblikovanje, ki je izbral zasnovo, vredno tega kraja in njegove dediščine. Na natečaju je zmagal norveški arhitekturni urad Snøhetta med več kot 1400 prijavami. Prve obljube so bile namenjene financiranju projekta na konferenci, ki je bila leta 1990 v Asuanu: 65 milijonov USD, večinoma iz držav MENA. Gradbena dela so se začela leta 1995 in po porabi približno 220 milijonov dolarjev je bil kompleks uradno odprt 16. oktobra 2002. 
Biblioteka Alexandrina je trojezična in vsebuje knjige v klasičnem arabskem, angleškem in francoskem jeziku. Leta 2010 je knjižnica prejela 500.000 knjig iz Narodne knjižnice Francije, Bibliothèque nationale de France (BnF). Darilo je pomenilo, da je Bibliotheca Alexandrina šesta največja frankofonska knjižnica na svetu. BA je zdaj tudi največji depozitar francoskih knjig v arabskem svetu in severni Afriki. 

## Stavba in funkcije knjižnice
Razsežnosti projekta so velike: knjižnica ima prostor za osem milijonov knjig, z glavno čitalnico, ki pokriva 20.000 kvadratnih metrov na enajstih kaskadnih nivojih. V kompleksu je tudi konferenčni center; specializirane knjižnice za zemljevide, multimedije, slepe in slabovidne, mlade in otroke; štirje muzeji, štiri umetniške galerije za začasne razstave; 15 stalnih razstav; planetarij in laboratorij za obnovo rokopisov. Arhitektura knjižnice je prav tako osupljiva. Glavna čitalnica stoji pod 32 metrov visoko streho s steklenimi stenami, ki je kot sončna ura nagnjena proti morju in meri približno 160 m v premeru. Stene so iz sivega asuanskega granita, izrezljane z liki iz 120 različnih človeških pisav.
Zbirke v Bibliotheci Alexandrini so bile podarjene iz vsega sveta. Španci so podarili dokumente, ki so podrobno opisovali obdobje mavrske vladavine. Francozi so podarili tudi knjižnične dokumente, ki se nanašajo na gradnjo Sueškega prekopa.

## Partnerstvo internetnega arhiva
Partnerstvo BA / IA je zgrajeno z namenom ohranjanja dediščine za prihodnje generacije in zagotavljanja univerzalnega dostopa do človeškega znanja. BA je bila lokacija prvega zrcala in zunanje varnostne kopije Internetnega arhiva.
Internetni arhiv je BA podaril pet milijonov USD, med drugim:
- 10 milijard spletnih strani v letih 1996–2001 z več kot 16 milijonov različnih spletnih strani
- 2000 ur egiptovskih in ameriških televizijskih oddaj
- 1000 arhivskih filmov
- 100 terabajtov podatkov, shranjenih na 200 računalnikih
- prostor za skeniranje knjig za lokalne knjige.[6]

## Knjižnične storitve
Nova Biblioteka Alexandrina je več kot le knjižnica. BA gosti knjižne sejme, predstavitve knjig, slovesnosti, kino, tekmovanja, koncerte, konference, izobraževalne tečaje, razstave, festivale, forume, predavanja, srečanja, predstave, predstavitve, bralne aktivnosti, okrogle mize, seminarje, predstave, gledališče, tečaje , video konference in delavnice . 
Tukaj je nekaj področij in eksponatov, ki jih sestavljajo:

### Glavna knjižnica
Vsebuje milijon knjig..

### Šest specializiranih knjižnic
- Knjižnica umetnosti in multimedije
- Knjižnica Taha Hussein za slepe in slabovidne
- Otroška knjižnica
- Knjižnica mladih
- Knjižnica mikrofilmov
- Knjižnica redkih knjig in posebnih zbirk[10]

### Kopija spletnega arhiva
Knjižnica omogoča dostop do knjig za tiskanje na zahtevo preko knjižne naprave za espreso.

#### Knjižnica Taha Hussein za slepe in slabovidne
Knjižnica Taha Hussein vsebuje materiale za slepe in slabovidne, ki uporabljajo posebno programsko opremo, ki bralcem omogoča branje knjig in revij. Ime je dobila po Tahi Husseinu, egipčanskemu profesorju arabščine in literarnemu kritiku ter eni od vodilnih osebnosti arabske renesanse (Nahda) v književnosti, ki je bil sam slep pri treh letih.

#### Nobelov oddelek
Vsebuje zbirke knjig Nobelovih nagrajencev v literaturi od leta 1901 do danes. Nobelovo sekcijo sta 24. aprila 2002 otvorila švedska kraljica Silvija in norveška kraljica Sonja.

### Muzeji

#### Muzej antikvitet
Ustanovljen leta 2001, je muzej umetnosti BA prvi arheološki muzej v knjižnici . Glavni cilji muzeja so spodbujanje raziskave, ustvarjalnost in kulturno zavest. Zbirka muzeja starin, ki ima približno 1316 artefaktov, ponuja vpogled v egiptovsko zgodovino od faraonskega obdobja do osvajanja Aleksandra Velikega do rimskih civilizacij pred prihodom islama v Egipt. Zbirka vključuje podvodne starine iz sredozemskega morskega dna v bližini vzhodnega pristana in zaliva Abukir. 
Muzej ponuja opise artefaktov v treh jezikih: angleškem, arabskem in francoskem.

#### Muzej rokopisov
Muzej rokopisov ponuja obiskovalcem in raziskovalcem redke rokopise in knjige. Ustanovljen leta 2001, vsebuje največjo zbirko digitalnih rokopisov na svetu . Je akademska ustanova, ki je povezana z Aleksandrijsko knjižnico. Navedeni cilji muzeja so ohranjanje dediščine, spodbujanje človeških kadrov pri ohranjanju in restavriranju rokopisov ter ustvarjanje generacije novih restavratorjev.
Muzej rokopisov deluje skupaj s Centrom za rokopise, ki omogoča digitalni dostop do več kot 6.000 redkih knjig, zemljevidov in dokumentov v zbirki muzeja. V muzeju so trije oddelki:
- Redke zbirke: Ta oddelek vključuje edinstvene predmete BA, kot so originalni rokopisi, zgodnje natisnjene knjige, zemljevidi in starinski kovanci.
- Mikrofilm: Ta oddelek vključuje mikrofilme okrog 30.000 redkih rokopisov in 50.000 dokumentov ter zbirko britanske knjižnice okoli 14.000 arabskih, perzijskih in turških rokopisov, ki velja za največjo zbirko v Evropi. Poleg tega lahko obiskovalci najdejo obsežen arhiv nacionalnih in arabskih časopisov.
- Muzejski prikaz: Ta del je razdeljen na skupino Razstavna galerija in Skupino potujoče razstave. Razstavna galerija prikazuje elektronske publikacije Centra rokopisov in izbrane digitalne rokopise.

#### Sadatov muzej
Ta muzej vsebuje veliko različnih osebnih stvari egiptovskega predsednika Anvarja Sadata. Zbirke vključujejo nekaj njegovih vojaških oblačil, Nobelovo medaljo, kopijo Korana, nekaj njegovih rokopisnih pisem, slike njega in njegove družine ter s krvjo obarvano vojaško oblačilo, ki ga je nosil na dan njegovega atentata. Muzej vsebuje tudi posnetek njegovega glasu o delu Korana in izbrane časopisne članke, napisane o njem.

### Stalne razstave

#### Digitalna zbirka
Razstava "Naš digitalni svet" prikazuje nekatere digitalne projekte knjižnice, vključno z digitalnimi arhivi nekdanjih predsednikov, znanstvenim superkursom in Enciklopedijo življenja (EOL). Poleg tega so na voljo digitalne različice dragocenih knjig, kot so Description de l'Egypte in L'Art Arabe.

#### Osebne zbirke
- Razstava "Svet Shadi Abdel Salama" vsebuje številna dela in učinke egiptovskega filmskega režiserja, scenarista in kostumografa Shadija Abdala Salama, ki ga je njegova družina podarila knjižnici za stalno razstavo. Vključuje njegovo osebno knjižnico, nekaj njegovega pohištva, številne nagrade in številne slike scenarijev in kostume iz več njegovih filmov.

- Razstava »Utrinki iz Aleksandrije« je razdeljena na dva dela: Aleksandrija, kot jo vidijo umetniki in popotniki in Kozmopolitska Aleksandrija: fotografski spomin. V prvem oddelku so predstavljene originalne litografije, zemljevidi in gravure popotnikov in umetnikov o Aleksandriji iz obdobja od 15. do 19. stoletja. V zadnjem delu so fotografije od 19. stoletja do sredine 20. stoletja, ki opozarjajo na kulturna dela pisateljev in umetnikov tistega časa.

### CULTURAMA
Dvorana Culturama je sestavljena iz velikega 180-stopinjskega panoramskega interaktivnega računalniškega zaslona s premerom 10 metrov, ki ga sestavlja devet ločenih ploščatih zaslonov, razporejenih v polkrog in devet video projektorjev, ki jih nadzoruje en računalnik. Culturama je omogočila prikaz informacij, ki jih nikoli ni bilo mogoče jasno prikazati z običajnim računalniškim prikazovalnim sistemom. 
Razvil ga je egiptovski center za dokumentacijo kulturne in naravne dediščine (CULTNAT) in ima patent leta 2007.
Prikazal je 3 obdobja iz zgodovine Egipta:
- Staro egipčansko obdobje
- Poudarki islamske civilizacije
- Moderni Egipt

### VISTA
Virtualne potopljive znanstvene in tehnološke aplikacije. Uporablja CAVE tehnologijo. VISTA vključuje več projektov, vključno z:
- Model BA: Popolna virtualna rekreacija BA, vključno z glavno stavbo knjižnice, planetarijem, študijskimi sobami in celo pohištvom knjižnice, bo jasno in natančno videna v tem predstavitvi.
- Sfingo
- Vizualizacija družbeno-ekonomskih podatkov: nova tehnika vizualizacije za večdimenzionalne numerične podatke. Študija primera uporablja podatke, ki jih je zagotovil OZN, vključno z zdravstvenim varstvom, pričakovano življenjsko dobo in stopnjo pismenosti v 25-letnem obdobju v nekaterih državah.

### Repozitorij digitalnih sredstev
Digitalni repozitorij sredstev (DAR) je sistem, ki ga je razvila Mednarodna šola za informatiko (ISIS) v Bibliotheci Alexandrini (BA) za ustvarjanje in vzdrževanje digitalnih knjižničnih zbirk ter njihovo ohranjanje za prihodnje generacije,  ter zagotavljanje brezplačnega zbiranja digitalnih knjižnic. javni dostop do digitaliziranih zbirk knjižnice prek spletnih strani za iskanje in brskanje prek spletne strani DAR. .